# 象山街道 (镇江市)
象山街道是中华人民共和国江苏省鎮江市京口区下辖的一个街道。
1992年10月，镇江市行政区划调整，时象山乡属京口区。2006年，象山乡、丹徒镇、汝山乡、旅游经济开发区整合成新的象山镇。2011年7月22日，京口区人民政府根据江苏省人民政府《关于撤销镇江市京口区象山镇谏壁镇分别设立街道办事处的批复》（苏政复【2011】43号）和市政府《关于同意撤销京口区象山镇谏壁镇分别设立街道的批复》（镇政复【2011】17号）精神，撤销象山镇和谏壁镇，分别设立象山街道和谏壁街道。

## 行政区划
象山街道在2011年成立之初，下辖15个社区：陈家门、丹徒、东城、东风、红旗、江大、焦山、景阳山、孟诚、象山、学府路、长江、桓王亭、御带河、宗泽路社区。行政区划积38.3平方公里。
目前在国家统计局网站上，象山街道下辖以下地区：
东城社区、丹徒社区、长岗社区、东风社区、汝山社区、焦山社区、红旗社区、陈家门社区、景阳山社区、宗泽路社区、孟诚社区、学府路社区、颐和家园社区、恒顺翠谷社区、江大社区、林机社区、九里街社区、长江村、象山村、左湖村和上隍村。